# Zenon Bester
Zenon Bester, właśc. Józef Zenon Falkowski-Bester (ur. 11 grudnia 1937, zm. 15 lipca 2012 w Warszawie) – polski śpiewak operowy i musicalowy (bas-baryton).
W 1959 r. zadebiutował na bydgoskiej scenie operowej w pierwszej dekadzie jej istnienia. Do Bydgoszczy przyjechał ze Szczecina, gdzie śpiewał w tamtejszym Teatrze Muzycznym. Ostatnie lata występów to  Opera Śląska w Bytomiu, Teatr Muzyczny im. Danuty Baduszkowej w Gdyni i Operetka Warszawska.